# Щирський Микола Пантелійович
Микола Пантелійович Щирський (21 травня 1929, село Надлак, тепер Новоархангельського району Кіровоградської області — 7 травня 2007, місто Овідіополь Одеської області) — український радянський діяч, 1-й секретар Овідіопольського районного комітету КПУ Одеської області. Депутат Верховної Ради УРСР 10-го скликання.

## Біографія
У 1951 році закінчив Одеський будівельний технікум.
З 1951 року — судновий механік Амурського району Далекосхідно-Тихоокеанського флоту.
Член КПРС з 1954 року.
У 1953—1956 роках — інструктор Нижньо-Амурського обласного комітету ВЛКСМ; 2-й, 1-й секретар Ніколаєвського-на-Амурі міського комітету ВЛКСМ Хабаровського краю РРФСР.
З 1956 року — секретар партійного бюро Овідіопольської машинно-тракторної станції (МТС), Овідіопольської ремонтно-технічної станції (РТС) Овідіопольського району Одеської області.
У 1961—1962 роках — штатний пропагандист Овідіопольського районного комітету КПУ Одеської області.
У 1962 році закінчив Львівську партійну школу.
У 1962—1964 роках — секретар партійного бюро і заступник голови колгоспу «Слава» Овідіопольського району Одеської області. У 1964—1969 роках — секретар партійного комітету колгоспу імені Дзержинського Овідіопольського району Одеської області.
У 1969—1975 роках — 2-й секретар Овідіопольського районного комітету КПУ Одеської області.
Закінчив Вищу партійну школу при ЦК КПРС в Москві.
У 1975—1983 роках — 1-й секретар Овідіопольського районного комітету КПУ Одеської області.
У 1983—1992 роках — заступник голови колгоспу імені Дзержинського Овідіопольського району Одеської області. У 1994 році обирався головою ревізійної комісії колгоспу імені Дзержинського.
Був референтом-консультантом народного депутата України.
Потім — на пенсії в місті Овідіополі Одеської області.

## Нагороди
- орден Леніна (1981)
- орден Жовтневої Революції (1976)
- орден Трудового Червоного Прапора (1973)
- орден «Знак Пошани» (1971)
- медаль «За трудову відзнаку»
- медаль «За відзнаку в охороні державного кордону»
- медаль «Ветеран праці»
- почесний громадянин міста Овідіополя (1999)